# Frédéric Lordon
Frédéric Lordon es un economista y filósofo francés, director de investigación del CNRS en el Centre européen de sociologie et de science politique de Paris. Es una figura influyente en el movimiento Nuit debout de Francia y ha contribuido regularmente a los medios impresos y de radiodifusión franceses sobre la política francesa y europea, y también escribe una columna de opinión periódica para Le Monde diplomatique.
Ha argumentado a favor del comunismo como alternativa al capitalismo en libros, artículos y apariciones en los medios, y ha estado involucrado en un proyecto para volver a fundamentar las ciencias sociales en un materialismo inspirado en Spinoza. Se le considera una de las voces intelectuales más destacadas de la izquierda radical en la Francia actual.
Frédéric Lordon se graduó en la Escuela Nacional de Puentes y Caminos, HEC Paris y EHESS.